# 大統領令13765号
大統領令13765号 (Executive Order 13765)は、ドナルド・トランプ第45代アメリカ合衆国大統領が就任後、初めて発令した大統領令である。
2021年1月28日、ジョー・バイデン大統領により取り消された。

## 概要
ドナルド・トランプが大統領選挙（2016年）のキャンペーン中に主張していた医療保険制度改革(オバマケア)の撤廃を実現するために、大統領就任の数時間後に発令された。トランプはオバマケアに変わる新たな政策を実現するには時間がかかり、2018年までは準備ができないと語っている。
合衆国議会予算局（CBO）によれば、これにより1800万人が保険を喪失し、さらに改正後の保険料は初年度で20-25%上昇するという。2026年までには無保険者は3200万人となり、さらに保険料は2倍となる見込であった。

## 大統領令
オバマケアの見直しを指示する大統領令は6つのセクションに分けられている。
- 法律を廃止する段階において規制上の負担を軽減することに重点を置き、法律が効率的に施行されるよう努める。
- アメリカ合衆国保健福祉長官及びその他の行政機関の執行責任者は財政負担となりうるいかなる行為の要件も放棄、延期、または免除し、その実施を遅らせなければならない。
- 前項の者に対しては同時に、医療プログラムを実施しようとする州に対してより大きな柔軟性を与えるよう命じる。
- ヘルスケア市場の州境を超えた市場開拓を目指す。
- この大統領令における規制改革の実施に関する行政手続法を遵守すべし。
- この命令はアメリカ合衆国行政管理予算局及びその業務と、アメリカ合衆国連邦行政部の各長が有する法的権限に一切の影響を与えず、アメリカ合衆国内の何人にも特定の権利が付与されることはない。